# Pölöske
Pölöske là một thị trấn thuộc hạt Zala, Hungary. Thị trấn này có diện tích 45,23 km², dân số năm 2010 là 890 người, mật độ 20 người/km².